# Такерман (Арканзас)
Такерман (енгл. Tuckerman) град је у америчкој савезној држави Арканзас.

## Демографија
По попису из 2010. године број становника је 1.862, што је 105 (6,0%) становника више него 2000. године.
| Група             | 2000.         | 2010.         |
| Белци             | 1.569 (89,3%) | 1.719 (92,3%) |
| Афроамериканци    | 153 (8,7%)    | 113 (6,1%)    |
| Азијати           | 0 (0,0%)      | 0 (0,0%)      |
| Хиспаноамериканци | 16 (0,9%)     | 12 (0,6%)     |
| Укупно            | 1.757         | 1.862         |